# Sunqiao (köpinghuvudort i Kina, Hubei Sheng, lat 31,09, long 113,01)
Sunqiao är en köpinghuvudort i Kina. Den ligger i provinsen Hubei, i den centrala delen av landet, omkring 130 kilometer nordväst om provinshuvudstaden Wuhan. Antalet invånare är 34 594. Befolkningen består av 16 594 kvinnor och 18 000 män. Barn under 15 år utgör 10,0 %, vuxna 15-64 år 80 %, och äldre över 65 år 8,0 %.
Runt Sunqiao är det ganska tätbefolkat, med 199 invånare per kvadratkilometer. Närmaste större samhälle är Xinshi, 12,8 km öster om Sunqiao. Trakten runt Sunqiao består till största delen av jordbruksmark.
Genomsnittlig årsnederbörd är 1 226 millimeter. Den regnigaste månaden är september, med i genomsnitt 179 mm nederbörd, och den torraste är december, med 15 mm nederbörd.